# Голдберг, Майкл (художник)
Майкл Голдберг (англ. Michael Goldberg; 24 декабря 1924 — 31 декабря 2007) — американский художник, работавший в стиле абстрактного экспрессионизма, педагог. Известен своими картинами в технике живописи действия, абстракциями и натюрмортами.

## Биография
Ветеран Второй мировой войны, Голдберг был одним из последних остававшихся в живых приверженцев Нью-Йоркской школы. Его иногда упоминали как члена так называемого «второго поколения» абстрактных экспрессионистов, хотя он начал выставлять свои картины в технике живописи действия на совместных выставках в галереях в Нью-Йорке в начале 1950-х годов.
Гольдберг начал посещать занятия в Лиге Лиге студентов-художников Нью-Йорка в возрасте 14 лет. В 1950-х годах он изучал живопись с Хансом Хофманом и обсуждал живопись с Виллемом де Кунингом, Ли Краснером, Джексоном Поллоком, Францем Клайном, Марком Ротко и некоторыми другими из нью-йоркской школы иногда в Клубе Восьмой улицы, регулярное место встречи современных художников, работающих на и вокруг десятой улицы в Нью-Йорке и иногда в Сидар-баре. Он начал выставлять свои картины в Нью-Йорке в начале 1950-х годов.
Майкл Голдберг приобрел известность в конце 1950-х — начале 1960-х годов, как раз тогда, когда живопись цветового поля, живопись жёстких контуров и поп-арт вышли на центральную сцену. С быстрым изменением моды в мире искусства, достижения Голдберга как и многих художников его поколения были на некоторое время забыты. Хотя к 1970-м и 1980-м годам его работы стали получать признание и положительную оценку критиков и публики.
Его работы, как и работы других представителей абстрактного экспрессионизма, выражали живописную интеграцию западной метафизики и восточной философии.
На протяжении всей своей долгой карьеры он продолжал преподавать, рисовать и выставлять свои работы. Его занятия в Школе изобразительных искусств посетили несколько поколении студентов.
Он жил со своей женой и давним компаньоном, художницей Линн Умлауф, которая также преподает в Школе визуальных искусств. Майкл Голдберг умер в доме на Манхэттене от сердечного приступа.

## Семья
Джеральд Джей Голдберг —  брат, писатель.

## Коллекции
Работы Голдберга находятся в коллекциях художественной галереи Олбрайт-Нокс, Балтиморского художественного музея, художественного музея Крайслера, центра искусств Уокера, музея современного искусства, музея Соломона Гуггенхайма, музея Хиршхорна и сада скульптур, музея изящных искусств в Хьюстоне, музей американского искусства Уитни и многих других.